# Angelo Zendrini
Angelo Zendrini (Venezia, 2 aprile 1763 – Venezia, 6 maggio 1849) è stato un matematico italiano, figlio di Matteo Zendrini e Antonia Baldini.
Preso l'abito talare si recò all'Università di Padova per studiare le leggi civili e canoniche e matematica. Nel 1812 divenne professore di Matematica, sempre all'Università di Padova, nel 1817 dovette lasciare la cattedra poiché colpito da cecità.
Nel 1840 divenne il primo presidente dell'Istituto veneto di scienze, lettere ed arti.